# SN 2008hk
SN 2008hk – supernowa typu Ia odkryta 6 listopada 2008 roku w galaktyce A091243+0955. W momencie odkrycia miała maksymalną jasność 16,70m.